# Winnenden
Winnenden är en stad i Rems-Murr-Kreis i regionen Stuttgart i Regierungsbezirk Stuttgart i förbundslandet Baden-Württemberg i Tyskland, cirka 20 kilometer nordost om Stuttgart. Folkmängden uppgår till cirka 29 000 invånare, på en yta av 28 kvadratkilometer. Det är den femte största staden i Rems-Murr-Kreis. Sedan 1 januari 1973 är Winnenden en Große Kreisstadt. 
Staden ingår i kommunalförbundet Winnenden tillsammans med kommunerna Leutenbach och Schwaikheim.
I staden är företaget Kärcher verksamt sedan 1939.
Den 11 mars 2009 begicks här en massaker vid Albertville-Realschule.

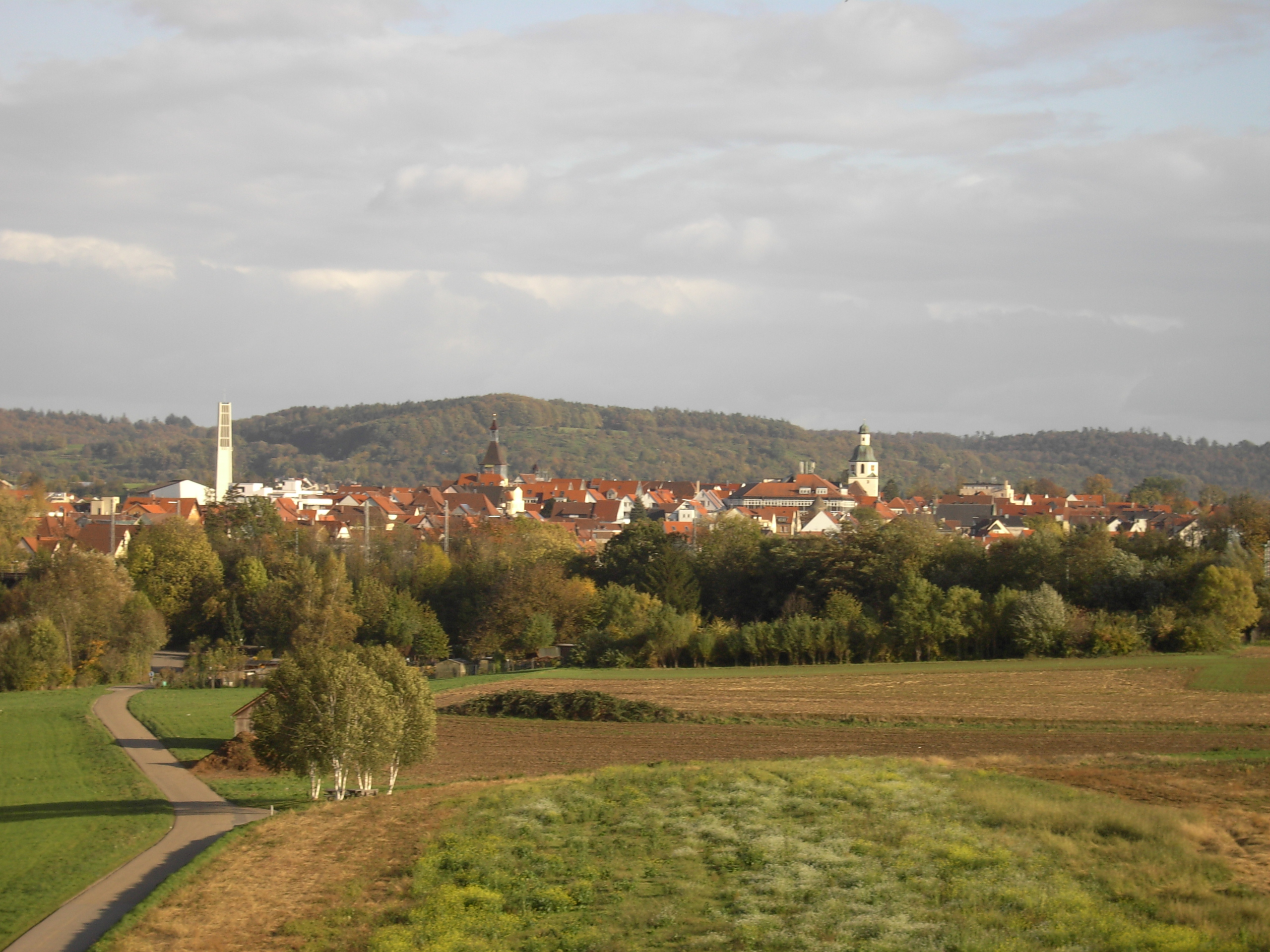
Vy över Winnenden.